# Dicumarol
El dicumarol es un anticoagulante cuyo mecanismo de acción es el antagonismo con la vitamina K (similar a warfarina). Fue el primer anticoagulante oral aislado, y también, el primero en usarse en clínica. Sin embargo, en la actualidad se usa relativamente poco, debido a su lenta y errática absorción y, donde en muchos casos, ha llegado a generar reacciones adversas gastrointestinales. También es usado en experimentación bioquímica como inhibidor de las reductasas.
Es un derivado de la cumarina.
Se administra en dosis de mantenimiento de 25 a 200 mg/día.
- Datos: Q420886